# Critère d'irréductibilité de Mackey
En mathématiques, et plus précisément dans le cadre de la théorie des représentations d'un groupe, le critère d'irréductibilité de Mackey propose une condition nécessaire et suffisante pour qu'une représentation induite soit irréductible. Ce résultat, démontré par George Mackey pour les représentations unitaires de groupes localement compacts, n'est présenté ici que pour les groupes finis.

## Énoncé
Précisons d'abord les notations et hypothèses de l'énoncé :
- G désigne un groupe fini d'ordre g et d'exposant e et K est un corps dont la caractéristique ne divise pas g et sur lequel le polynôme Xe - 1 est scindé. Dans ce contexte, deux représentations d'un même sous-groupe de G sont dites disjointes si elles n'ont aucune composante irréductible commune.
- H est un sous-groupe de G.
- W désigne un K-espace vectoriel et θ une représentation de H sur W.
- Ind(θ) est la représentation de G induite par θ.
- Pour tout élément s de G, Hs désigne l'intersection de H avec son conjugué par s :{\displaystyle H_{s}=sHs^{-1}\cap H} et deux représentations sur W de ce sous-groupe sont issues de θ :
  - θs, « conjuguée[2] » de θ, définie par :{\displaystyle \forall h\in H_{s}\quad \theta ^{s}(h)=\theta (s^{-1}hs)} ;
  - Ress(θ), restriction (en) de θ à Hs.

Le critère de Mackey s'énonce de la manière suivante :

La représentation Ind(θ) est irréductible si et seulement si θ est irréductible et pour tout s ∉ H, les deux représentations de Hs issues de θ, θs (conjuguée) et Ress(θ) (restriction), sont disjointes.
Dans le cas où H est un sous-groupe normal, on a Hs=H et Ress(θ)=θ, d'où ce corollaire :
- Si H est normal dans G, Ind(θ) est irréductible si et seulement si θ est irréductible et n'est isomorphe à aucune de ses conjuguées θs, pour s∉H.

## Démonstration

### Restriction d'une représentation induite à un sous-groupe
Notons (V,ρ)=Ind(θ) et  déterminons la restriction ResS(ρ) de ρ à un autre sous-groupe S de G.
Pour cela,
- choisissons un ensemble de représentants des doubles classes de G modulo (H,S), c'est-à-dire un sous-ensemble C de G tel que les ScH, quand c parcourt C, forment une partition de G (c'est l'analogue, pour les doubles classes, de la notion de transversale pour les classes suivant un sous-groupe), et
- généralisons la définition précédente des Hs et des θs (qui correspondait au cas S=H) : pour tout élément c de G – les seuls qui interviendront seront les éléments c du système C de représentants – Hc désigne à présent le sous-groupe de S{\displaystyle H_{c}=cHc^{-1}\cap S}et θc est la représentation sur W de ce sous-groupe définie par la même formule que précédemment.

Ceci permet de formuler un lemme :
- La restriction à S de Ind(θ) est la somme directe des représentations IndHcS(θc) quand c parcourt un ensemble C de représentants des doubles classes de G modulo (H,S).

### Preuve du critère en caractéristique nulle
La démonstration est une application directe du lemme ci-dessus dans le cas S=H et de la formule de réciprocité de Frobenius, en notant, pour tout sous-groupe L de G, < | >L la forme bilinéaire symétrique canonique sur les fonctions centrales sur L, et <ρ1|ρ2>L le résultat de cette forme appliquée aux caractères de deux représentations ρ1 et ρ2 de L.
Comme la caractéristique de K est supposée nulle, la représentation (V, ρ) est irréductible si et seulement si <ρ|ρ>G = 1. La formule de réciprocité de Frobenius s'exprime de la manière suivante :
Or d'après le lemme ci-dessus, si C est un système de représentants des doubles classes modulo (H,H) :
En appliquant à nouveau la formule de Frobenius, le terme courant de cette somme est égal à :
Ce terme est nul si θc est disjointe de Resc(θ) et supérieur ou égal à 1 sinon.
On peut toujours supposer que pour la double classe particulière H1H=H on a choisi comme représentant c=1. Or les représentations θ1 et Res1(θ) de H1=H sont égales à θ donc non disjointes. Pour que <ρ|ρ>G soit égal à 1, il est donc nécessaire et suffisant que <θ|θ>H soit égal à 1 – c'est-à-dire que θ soit irréductible – et que pour tout élément c de C différent de 1, θc soit disjointe de Resc(θ). Par équivalence, il en sera alors de même pour n'importe quel autre représentant de la même classe double, ce qui termine la démonstration.